# Aeroporto di Južno-Sachalinsk
L'aeroporto di Južno-Sachalinsk noto anche come aeroporto di Chomutovo è un aeroporto internazionale situato nei pressi della città di Južno-Sachalinsk, nell'Oblast' di Sachalin, appartenente al Circondario federale dell'Estremo Oriente della Russia.

## Storia

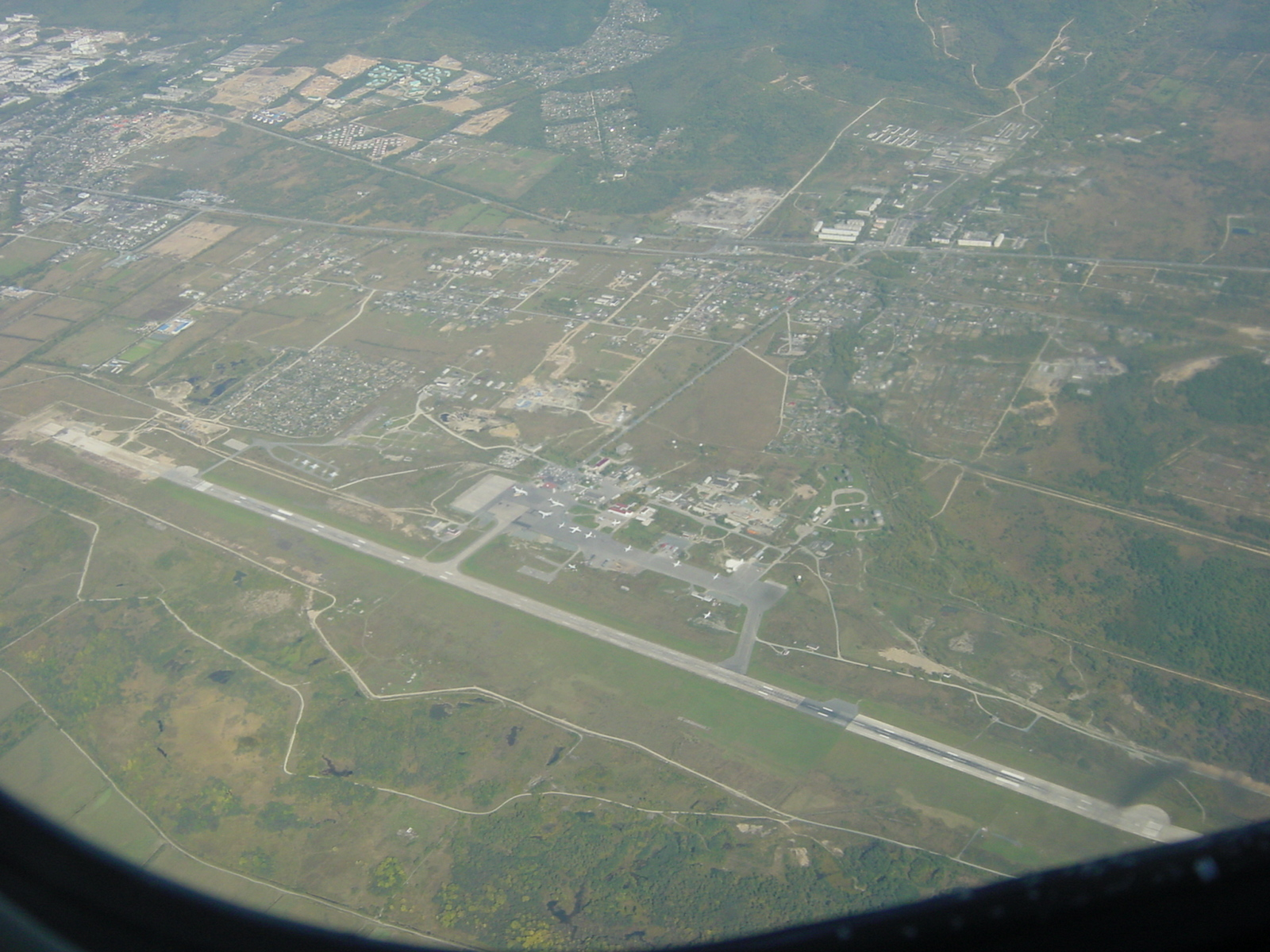
Veduta aerea dell'aeroporto di Južno-Sachalinsk

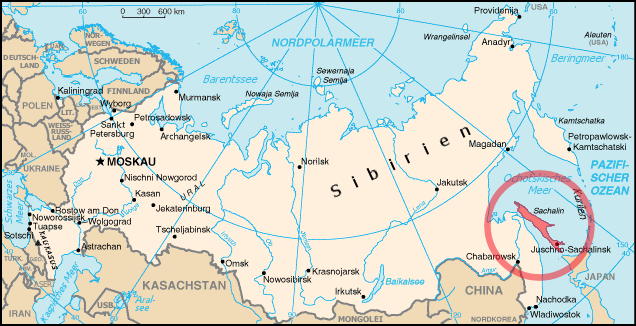
La posizione geografica dell'aeroporto di Južno-Sachalinsk

- 1945 - apertura dell'aeroporto militare russo a Južno-Sachalinsk dopo la vincita nella guerra russo-giapponese e la conquista di Isola Sachalin.
- 1947 - creazione del Distaccamento Aereo Unito di Južno-Sachalinsk sulla base dell'aeroporto e del 198º Distaccamento Aereo. La creazione del 38º Distaccamento di Trasporti Aerei all'aeroporto.
- 1950 - riorganizzazione del 38º Distaccamento di Trasporti Aerei e la creazione della 24ª Unità del Trasporto Aereo.
- 1955 - unificazione del Distaccamento Aereo Unito di Južno-Sachalinsk del Distaccamento Aereo Unito di Aleksandrovsk-Sachalinsk con la creazione del 147º Distaccamento Aereo Unito.
- Agosto 1963 - 147º Distaccamento Aereo Unito diventò il Distaccamento Aereo Unito di Južno-Sachalinsk.
- 1964 - apertura dell'Aeroporto di Južno-Sachalinsk-Chomutovo.
- 1985 - ampliamento della pista dell'Aeroporto Chomutovo e l'arrivo dei primi Tupolev Tu-154 a Sachalin.
- 1990 - l'Aeroporto Chomutovo diventò uno scalo aereo internazionale.
- 1993 - creazione della compagnia aerea SAT Airlines e della società di gestione aeroportuale Aeroporto Chomutovo S.p.a. sulla base del Distaccamento Aereo Unito di Južno-Sachalinsk. La società Aeroporto Chomutovo è al 100% nella proprietà della Federazione Russa.
- 20 settembre 2010 - 65º anniversario dalla fondazione dell'aeroporto a Južno-Sachalinsk e 20º anniversario dall'inizio dei voli internazionali all'aeroporto Chomutovo.[6]

## Strategia
È il più grande aeroporto dell'oblast' di Sachalin e la base tecnica delle compagnie aeree russe la SAT Airlines e l'Aviashelf.
Assieme all'aeroporto di Sapporro-Shin-Chitose in Giappone, è uno degli scali asiatici più vicini all'America del Nord, lungo il cerchio massimo, e questo lo rende molto importante anche per rifornimenti di carburante dei velivoli in transito.

## Dati tecnici
Dispone di una pista attiva di calcestruzzo di classe A di 3.400 m x 45 m, un terminal passeggeri, due terminal cargo e 16 parcheggi per aeromobili.
L'aeroporto Chomutovo è stato attrezzato per l'atterraggio/decollo e la manutenzione dei seguenti tipi di aereo: Antonov An-8, Antonov An-12, Antonov An-24, Antonov An-26, Antonov An-28, Antonov An-38, Antonov An-72, Antonov An-74, Ilyushin Il-18, Ilyushin Il-62M, Ilyushin Il-76, Ilyushin Il-86, Ilyushin Il-96-300/-400, Tupolev Tu-134, Tupolev Tu-154B-2/-M, Tupolev Tu-204-100/-300, Tupolev Tu-214, Yakovlev Yak-40, Airbus A321-200, Boeing 727, Boeing 737-200/-400/-500, Boeing 757-200/-300, Boeing 767-300, Bombardier De Havilland Dash DHC-8, Beech 36 e di tutti i tipi di elicotteri.
Il peso massimo al decollo dalla pista aeroportuale è di 231 t e di 169 t per gli aerei Ilyushin Il-62M.
La pista aeroportuale è aperta dalle ore 20.00 fino alle ore 11.00 (ora UTC).
L'aeroporto di Južno-Sachalinsk è uno scalo d'emergenza per l'aeroporto di Petropavlovsk.

## Collegamenti con Južno-Sachalinsk
L'aeroporto si trova nella periferia meridionale della città vicino alla cittadina Chomutovo ed è facilmente raggiungibile dalla Stazione di Južno-Sachalinsk delle Ferrovie russe con le linee no.63 e no.93 del trasporto pubblico municipale oppure con i numerosi taxi.